# جوناس سافيمبي
جوناس مالهير سافيمبي (بالبرتغالية: Jonas Malheiro Savimbi‏) سياسي أنغولي (3 أغسطس 1934 ـ 22 فبراير 2002) وزعيم ومؤسس حركة يونيتا المضادة للشيوعية.
خاض سافيمبي مع حزبه يونيتا حربا طويلة ضد حركة إمبلا الشيوعية في الحرب الأهلية الأنغولية حتى قتل في اشتباك مع قوات الحكومة في 2002.
كان سافيمبي يتلقى الدعم من حكومات الولايات المتحدة وجمهورية الصين الشعبية وجنوب أفريقيا وتلقى دعما اخر من عدة قادة أفارقة مثل فيليكس هوفيت بويجني رئيس ساحل العاج ورئيس زائير موبوتو سيسيسيكو الذي كان دائما ينفي هذا الدعم. ومن الداعمين أيضا كان الملك الحسن الثاني ملك المغرب والرئيس كنث كاوندا من زامبيا. ودخلت دول أوربية مجال الدعم هذا كالبرتغال وفرنسا.
قضى سافيمبي معظم حياته يقاتل حكومات أنغولا الماركسية التي تتلقى الدعم والأسلحة والمستشارين العسكريين من الاتحاد السوفيتي وكوبا ونيكاراغوا التي كان يحكمها حزب ساندنستساس الشيوعي. وأصبحت الحرب الأنجولية إحدى أبرز صراعات العالم الثالث والحرب الباردة.

## السنين الأولى
ولد جوناس سافيمبي لثلاث خلين من أغسطس 1934 في قرية تدعى مونهانغو تقع على خط سكة الحديد في بنغيلا في مقاطعة بيي وسط أنغولا. وقد شكل اقليم بيي هذا مع إقليم هوامبو قوة أساسية أثناء الحرب الأهلية. والد سافيمبي يدعى لوت وكان يعمل في محطة سكة حديد بنغيلا وكان مبشرا يتبع المذهب البروتستانتي. والداه من أفراد قبيلة أفمبوندو التي استغلها لاحقا كقاعدة أساسية في عمله السياسي.

## روابط خارجية
- جوناس سافيمبي على موقع الموسوعة البريطانية (الإنجليزية)
- جوناس سافيمبي على موقع مونزينجر (الألمانية)
- جوناس سافيمبي على موقع إن إن دي بي (الإنجليزية)